# Ribera de la Polvorosa
Ribera de la Polvorosa es una localidad española perteneciente al municipio de La Antigua, en la comarca del Páramo Leonés, provincia de León, comunidad autónoma de Castilla y León. Esta pedanía está situada a unos 4 km del ayuntamiento, y a 6 de Laguna de Negrillos, la principal localidad de la zona. Está comunicado por el camino vecinal 232-14, que une Laguna de Negrillos con Grajal de Ribera.

## Demografía
| 148           | 146 | 141 | 134 | 127 | 131 | 132 | 126 | 119 |
| (Fuente: INE) |     |     |     |     |     |     |     |     |

## Fiestas
- "Las Candelas" patrona del pueblo

2 de febrero. En esta fiesta se celebra una misa en honor a la virgen de las Candelas, y, hace años se sacaba una vaquilla por las calles del pueblo, pero se dejó de hacer por los requisitos necesarios actualmente para este tipo de festejos. La vaquilla se mataba entre casi todos los vecinos del pueblo y se cenaba el fin de semana siguiente al día 2. Ahora, sólo se hace la cena entre todos los que quieran asistir, con orquesta a continuación.
- Fiesta de San Pelayo: 26 de junio.